# Bistum New Ulm

Das Bistum New Ulm (lat.: Dioecesis Novae Ulmae, engl.: Diocese of New Ulm) ist eine in den Vereinigten Staaten gelegene römisch-katholische Diözese mit Sitz in New Ulm, Minnesota.

## Geschichte
Das Bistum New Ulm wurde am 18. November 1957 durch Papst Pius XII. mit der Apostolischen Konstitution Qui Christi aus Gebietsabtretungen des Erzbistums Saint Paul errichtet und diesem als Suffraganbistum unterstellt.

## Territorium
Das Bistum New Ulm umfasst die im Bundesstaat Minnesota gelegenen Gebiete Big Stone County, Brown County, Chippewa County, Kandiyohi County, Lac qui Parle County, Lincoln County, Lyon County, McLeod County, Meeker County, Nicollet County, Redwood County, Renville County, Sibley County, Swift County und Yellow Medicine County.

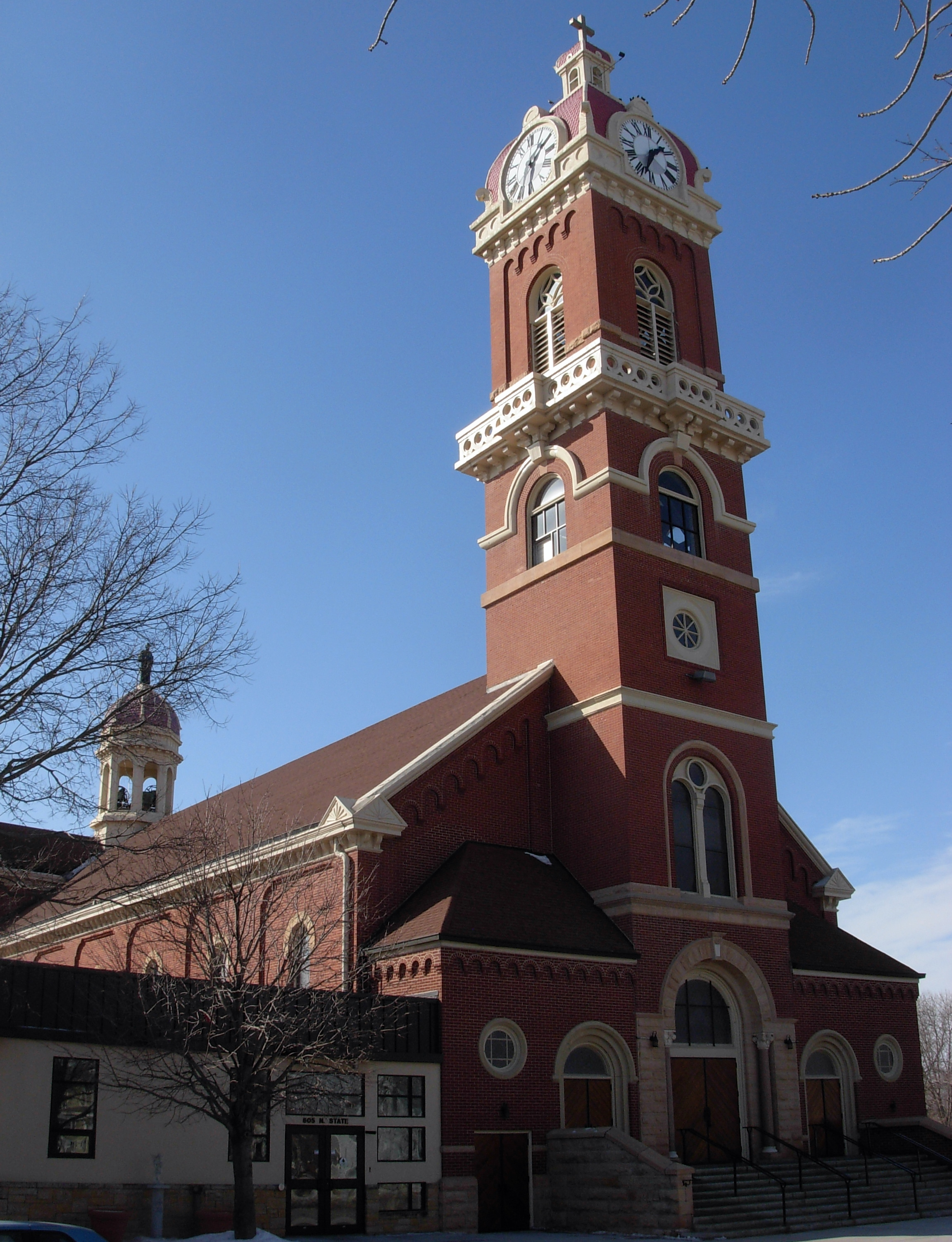
Cathedral of the Holy Trinity in New Ulm

## Bischöfe von New Ulm
- Alphonse James Schladweiler, 1957–1975
- Raymond Alphonse Lucker, 1975–2000
- John Clayton Nienstedt, 2001–2007, dann Koadjutorerzbischof von Saint Paul and Minneapolis
- John Marvin LeVoir, 2008–2020
- Chad Zielinski, seit 2022